# Lý Khang phi
Khang phi Lý thị (chữ Hán: 康妃李氏, 1594 – 1674), là một phi tần được đắc sủng của vua Minh Quang Tông thời nhà Minh.

## Cuộc đời
Không rõ xuất thân của Lý Khang phi, khi nhập cung được ban phân vị Tuyển thị (选侍). Ngoài Khang phi, Quang Tông còn một người thiếp khác cũng mang họ Lý (tức Lý Trang phi), nên người đương thời gọi Khang phi là Tây Lý (西李), còn Trang phi là Đông Lý (东李) để phân biệt.
Tây Lý tư sắc diễm mỹ, rất được Thái tử Chu Thường Lạc (húy của Quang Tông) sủng ái. Bà sinh cho vua được 3 người con, lần lượt là hoàng tử Chu Do Mô và hai hoàng nữ Chu Huy Thị và Chu Huy Chiêu, nhưng chỉ có Huy Thị là sống đến khi trưởng thành, phong hiệu là Nhạc An Công chúa.
Chu Do Hiệu (tức Minh Hy Tông sau này) là con của Quang Tông với một thứ thiếp là Vương Tài nhân. Sau khi Vương thị qua đời, Do Hiệu được giao cho Tây Lý Tuyển thị nuôi dạy. Chu Do Kiểm (sau này là Minh Tư Tông), một người em khác mẹ với Do Hiệu, vì mẹ là Lưu Thục nữ mất sớm khi ông mới lên bốn nên cũng được giao cho Tây Lý nuôi dưỡng. Nhưng sang năm sau, Tây Lý sinh hạ Thập công chúa nên không thể chăm sóc cho Do Kiểm, nên Đông Lý Tuyển thị đã nhận chăm sóc hoàng tử này.
Năm 1620, Minh Quang Tông đăng cơ, bàn việc sách phong cho Tây Lý làm Hoàng quý phi với các đại thần. Hoàng tử Do Hiệu, dưới sự thúc giục của Tây Lý, tâu rằng muốn phong bà làm Hoàng hậu, tân đế không vui. Lễ bộ thị lang là Tôn Như Du khuyên vua rằng: "Lưỡng Thái hậu, Nguyên phi và Tài nhân vẫn chưa được gia phong thụy hiệu. Cử hành xong xuôi bốn đại lễ này thì phong hậu vẫn chưa muộn".
Quang Tông lên ngôi chưa được một tháng thì băng hà, hoàng tử Do Hiệu (Minh Hy Tông) lên kế vị, hạ chỉ cho dời Tây Lý phi vào ở cung Càn Thanh. Tây Lý phi lấy cớ là mẹ nuôi của tân đế, muốn được thùy liêm thính chính, liền bị các đại thần đảng Đông Lâm bức ép dời đến ở cung Nhân Thọ, sử gọi là Án di cung.
Dưới thời Hy Tông, Ngụy Trung Hiền chuyên quyền, đã thụ ý cho Hy Tông gia phong Tây Lý làm Khang phi (康妃). Dưới thời Minh Tư Tông, vua tôn Lý Khang phi làm Thái phi, nhưng không cho can dự triều chính.
Nhà Minh sụp đổ, Khang phi cùng những thứ thiếp khác của Minh Quang Tông phải rời khỏi cung. Dưới thời nhà Thanh, họ được đón trở lại Bắc Kinh, và được triều đình chu cấp. Khang Hy năm thứ 13 (1674), Lý Khang phi qua đời, thọ 81 tuổi.